# أشرف ماضي
أشرف ماضي (بالهولندية: Achraf Madi)‏ هو لاعب كرة قدم هولندي، ولد في 27 يونيو 2002 في أمستردام في هولندا.